# Steven Jones
Steven Earl Jones (* 25. März 1949 in Portacello, Idaho) ist ein emeritierter US-amerikanischer Physiker für Kernfusion. Er vertritt seit 2005 eine Verschwörungstheorie zum 11. September 2001, wonach eine kontrollierte Sprengung mit Nanothermit den Einsturz der World-Trade-Center-Gebäude verursacht haben soll. Seine Universität beurlaubte ihn deshalb 2006 von seiner Lehrtätigkeit, bis er Anfang 2007 in den Ruhestand trat.

## Ausbildung und Karriere
Jones studierte ab 1967 Physik an der Brigham Young University (BYU), unterbrochen von zwei Jahren als Missionar der Mormonen in Frankreich und Belgien. 1973 erhielt er dort den Bachelor in Physik mit magna cum laude. 1978 promovierte er an der Vanderbilt University zum Doktor der Physik. Im Rahmen seiner Doktorarbeit forschte er von 1974 bis 1977 am Stanford Linear Accelerator Center (SLAC) und danach als Postdoc an der Cornell-Universität und am Los Alamos National Laboratory (LAMPF). 1979 bis 1985 war er leitender Ingenieur (Senior Engineering Specialist) am Idaho National Laboratory in Arco (Idaho). Ab 1985 bis zu seiner Emeritierung 2006 war er Professor an der BYU.

## Forschung zu Kernfusion
Jones ist bekannt für Forschungen zur Myon-katalysierten Fusion, ein Konzept, das auf Andrei Sacharow und Luis Walter Alvarez in den 1950er Jahren zurückgeht. Von 1982 bis 1991 wurden seine Experimente auf diesem Gebiet vom Energieministerium der Vereinigten Staaten (DOE; U.S. Department of Energie, Division of Advanced Energy Projects) schwerpunktmäßig gefördert. Er leitete in den 1980er Jahren eine Gruppe zur Myon-katalysierten Fusion an der BYU und war Sprecher bzw. Ko-Sprecher mehrerer diesbezüglicher Experimente am LAMPF und wirkte an Experimenten an mehreren weiteren Beschleunigerzentren mit, z. B. TRIUMF (Vancouver, British Columbia), KEK (Tsukuba, Japan), in Kamioka und am Rutherford Appleton Laboratory an der Universität von Oxford.
Jones begann um 1980 mit Experimenten zur Myon-katalysierten Fusion in Los Alamos. Ende 1982 erreichten sie einen Durchbruch mit acht Fusionen pro Myon, so dass die Ruheenergie des Myons freigesetzt und damit ein erster Zwischenerfolg erreicht wurde (allerdings brauchte man für einen wirklichen Break even 300 bis 1000 Fusionen pro Myon). 1986 erreichte er mit seinem Team 150 Fusionen mit einer Ausbeute von 2600 MeV pro Myon, ein Rekord, der heute noch Bestand hat.
Auch in der Forschung zur eigentlichen Kalten Fusion, die mit Veröffentlichungen von Martin Fleischmann und Stanley Pons an der University of Utah 1989 begann, war er beteiligt. Jones erfuhr als Gutachter für das DOE in Kernfusions-Fragen von einem Antrag von Fleischmann und Pons um Forschungsgelder und bot eine Zusammenarbeit an. Jones selbst arbeitete schon seit etwa 1986 an ähnlichen Ideen, die er Piezonuclear Fusion nannte. Erst um 1988 hatte Jones ein Messgerät entwickelt, das die geringe Menge an Neutronen messen konnte, die bei solchen Reaktion entstanden. Es kam zu einem Wettlauf beider Forschergruppen aus Utah, was eine der Ursachen für die voreilige Pressekonferenz von Fleischmann und Pons 1989 war. Jones führte die Experimente von Fleischmann und Pons unabhängig aus und entdeckte zwar keine besondere Energieausbeute, meinte aber eine auf Fusionsreaktionen hindeutende Neutronenausbeute nachgewiesen zu haben. Das ist später ebenso wie die Arbeit von Fleischmann und Pons kritisiert worden. Jones sah sich aber durch spätere Forschungsarbeiten (2001/2) bestätigt. 1989 bis 1994 war er Ko-Leiter (Associate Director) des Brigham Young University Center for Fusion Studies und forschte 1990 bis 1993 am Electric Power Research Institute.
Anlass für die Forschungen von Jones zur kalten Fusion waren geophysikalische Untersuchungen. Um 1985 herum wurde er auf die anormale Konzentration von Helium-3 aufmerksam, das in Gasen gefunden wurde, die aus Vulkanen der pazifischen Region entweichen, ebenso wie in Einschlüssen etwa von Diamanten. Auch bei Ausbrüchen am Mauna Loa gemessenes Tritium ist ein mögliches Fusionsprodukt, aber mit einer Halbwertszeit von nur 12,3 Jahren. Jones stellte die Hypothese auf, dass hohe Druckverhältnisse im Erdinneren Kernfusionen begünstigen, und begann mit einer Reihe von Experimenten, deren Bereich er als Piezofusion oder Hochdruck-Fusion bezeichnete. Die hypothetische Fusion bei hohen Drücken im Innern der Erde und anderer Planeten (wie Jupiter) wurde als Geofusion bezeichnet. Nach gängiger Lehrmeinung wird dagegen radioaktiver Zerfall für die Wärmeerzeugung im Innern der Erde verantwortlich gemacht.

## Suche nach archäologischen Beweisen für das Mormonentum
Weitere Interessensgebiete von Jones liegen im Bereich der Archäometrie und Archäologie. Als überzeugter Mormone suchte er dabei in Maya-Monumenten nach Hinweisen auf einen Besuch Jesu Christi in Amerika und suchte nach fossilen Pferdeknochen, um mit Radiokarbondatierung die Anwesenheit von Pferden vor der Epoche von Kolumbus nachzuweisen. Jones entwickelte einen sicheren Solarkocher zur Verwendung in der Dritten Welt.

## Verschwörungstheorie zum 11. September 2001
Am 22. September 2005 behauptete Jones in einem Seminar an der BYU vor etwa 60 Studenten, die ermittelten Einsturzursachen der World-Trade-Center-Gebäude in New York City könnten nicht stimmen. Vielmehr seien die Gebäude durch eine kontrollierte Sprengung zerstört worden. Als Begründung führte er das Einsturztempo an, das angeblich dem des freien Falls entsprach, die Symmetrie des Zusammenbruchs, den seitlichen Ausstoß von Staubwolken und die Berichte über flüssiges Metall unter den Trümmern. Er forderte eine weitere wissenschaftliche Untersuchung, die eine kontrollierte Sprengung als mögliche Ursache einbeziehen sollte. Er forderte die Regierung auf, alle relevanten Daten freizugeben. Dazu publizierte er einen Artikel auf der Internetseite der Fakultät für Physik der BYU mit dem Titel „Why Indeed Did the WTC Buildings Collapse?“.
Die BYU distanzierte sich von Jones’ Thesen. Mitglieder der Fakultät für Ingenieurswesen der BYU und die Fakultäten für Physik und Mathematik wiesen sie öffentlich zurück und verwiesen darauf, dass seine „Hypothesen und Interpretationen der Beweislage von Wissenschaftlern und Fachleuten in Frage gestellt würden“. Drei Kollegen von Jones verteidigten seinen Aufsatz. Das Project Censored führte diesen als Beispiel für zensierte Informationen der Jahre 2005 bis 2010 auf.
Am 7. September 2006 löschte Jones auf Verlangen der Universität seinen Artikel von der Internetseite der BYU und wurde von seiner Lehrtätigkeit freigestellt. Die Universität äußerte Bedenken über die „zunehmend spekulative und anklagende Art“ von Jones’ Forschung, die voraussichtlich in unwissenschaftlichen Publikationen erscheinen werde. Deshalb begutachtete die BYU seine Arbeit auf drei Ebenen: der BYU-Verwaltung, der Fakultät für Physik und Mathematische Wissenschaften und dem Institut für Physik. Jones begrüßte diese Begutachtung als Beitrag zur Verbreitung der Thesen seines Aufsatzes. Die Begutachtung wurde jedoch nach seiner Ankündigung, zum 1. Januar 2007 zu emeritieren, beendet. Die „American Association of University Professors“ und die „Foundation for Individual Rights in Education“ kritisierten Jones’ Freistellung.
Jones’ Aufsatz wurde nur in dem von ihm mitgegründeten Journal of 9/11 Studies, in Büchern von David Ray Griffin und in dem verschwörungstheoretischen Magazin Global Outlook veröffentlicht. Er gab einigen Zeitungen und Fernsehsendern Interviews und hielt viele öffentliche Vorträge zu dem Thema. Obwohl er davor warnte, eindeutige Schlüsse aus seinen Thesen zu ziehen, deutete er öffentlich Gewissheit über eine kontrollierte Sprengung und schuldhafte Beteiligung von Teilen der US-Regierung an. In einem Interview behauptete er, die Anschläge vom 11. September seien ein „inside job“ gewesen, den die Neokonservativen in der US-Regierung als Rechtfertigung genutzt hätten, um ölreiche Staaten zu besetzen und die Militärausgaben überdimensional zu steigern. Später erklärte er, diese Interviewzitate stammten nicht von ihm und er sei nie von der Autorin des Artikels, Christina Asquith, interviewt worden. Die Zeitung habe seine Richtigstellung in einem Brief nicht beantwortet. Das Interview wurde nicht zurückgenommen.
Im April 2008 veröffentlichte Jones mit einigen anderen einen Brief im The Bentham Open Civil Engineering Journal, einer kommerziellen Plattform für Texte mit wissenschaftlichem Anspruch, mit dem Titel: Fourteen Points of Agreement with Official Government Reports on the World Trade Center Destruction. Er behauptete, dass die Berichte des National Institute of Standards and Technology und der Federal Emergency Management Agency ungenau seien und sich in ihren Schlussfolgerungen und Tatsachenfeststellungen widersprächen. Im The Environmentalist erschien im August 2008 ein von ihm mit verfasster Beitrag, der die These einer Sprengung, etwa durch Nanothermit, erhärten soll.
Im September 2016 veröffentlichte die Zeitschrift Europhysics News der European Physical Society einen von Jones und drei anderen Autoren verfassten Artikel, der die These einer kontrollierten Sprengung des WTC erneut zur Diskussion stellte.
Jones gründete die Initiative „Scholars for 9/11 Truth“ mit und war deren zweiter Vorsitzender unter James H. Fetzer. Von Mitte November bis Ende Dezember 2007 diskutierte er mit Fetzer, in welche Richtung sich die Organisation entwickeln solle. Fetzer warf Jones vor, jene Verschwörungstheorien zu 9/11 von Judy Wood und Morgan Reynolds zu missachten, die eine Zerstörung mit Energiewaffen oder „Kein Flugzeug traf die Türme“ behaupteten. Jones verwarf die Theorie der Zerstörung mit Mini-Atomwaffen, weil dafür keine empirischen Daten zu finden seien, und regte eine weitere Diskussion an. Danach verließ er mit ca. 80 % der anderen Mitglieder die Gruppe und gründete „Scholars for 9/11 Truth and Justice“. Diese Initiative beansprucht, mit ausschließlich wissenschaftlichen Methoden zu arbeiten. Bis Mitte 2008 schlossen sich über 500 Wissenschaftler den Thesen von Jones an, ohne eigene Untersuchungen dazu vorzulegen.

## Wissenschaftliche Ehrungen und Preise
- 1968, David O. McKay Scholarship at BYU; National Merit Scholar[2]
- 1973–1978 Tuition Scholarship and Research Fellowship at Vanderbilt University[2]
- 1989 Outstanding Young Scholar Award (BYU); Best of What's New for 1989 (Popular Science); Creativity Prize (Japanese Creativity Society)[2]
- 1990 BYU Young Scholar Award; Annual Lecturer, BYU Chapter of Sigma Xi[2]